# Ingrie du Nord
L'Ingrie du Nord (en finnois : Pohjois-Inkerin tasavalta) ou république de Kirjasalo (en finnois : Kirjasalon tasavalta) est un État peuplé de Finnois d'Ingrie ayant brièvement existé après la révolution bolchevique, avec pour objectif de se rapprocher de la Grande Finlande, entre 1919 et 1920.

## Histoire
Avec le traité de Tartu, son territoire est réincorporé à l'URSS, tout en conservant un peu d'autonomie jusque vers les années 1930. En 1928, le district national de Kuvaisi est créé avec comme chef-lieu Toksovo. En 1939, le district est supprimé et incorporé dans le district de Pargolovo. 
De nos jours, il constitue le nord-est du raïon de Vsevolojsk.